# Misura delle scarpe
La misura della scarpa è una indicazione numerica delle sue dimensioni.
Per la misura delle scarpe ci sono diversi sistemi di misurazione. I diversi sistemi differiscono sia per la nazione sia per il diverso tipo di scarpa (ad esempio, degli uomini, delle donne, dei bambini, lo sport o le scarpe di sicurezza).

## Posizione dell'indicazione della misura

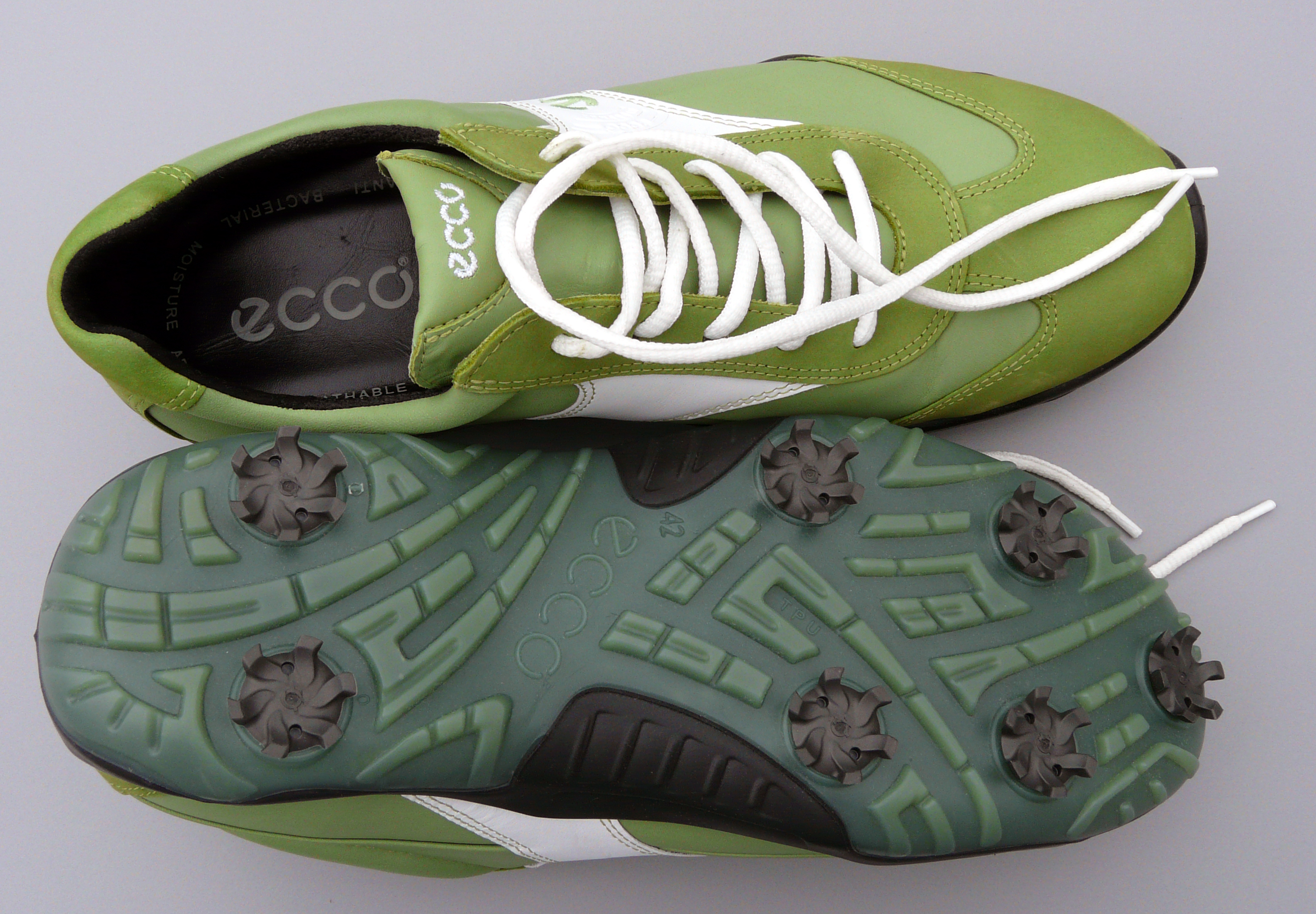
Posizione sulla suola

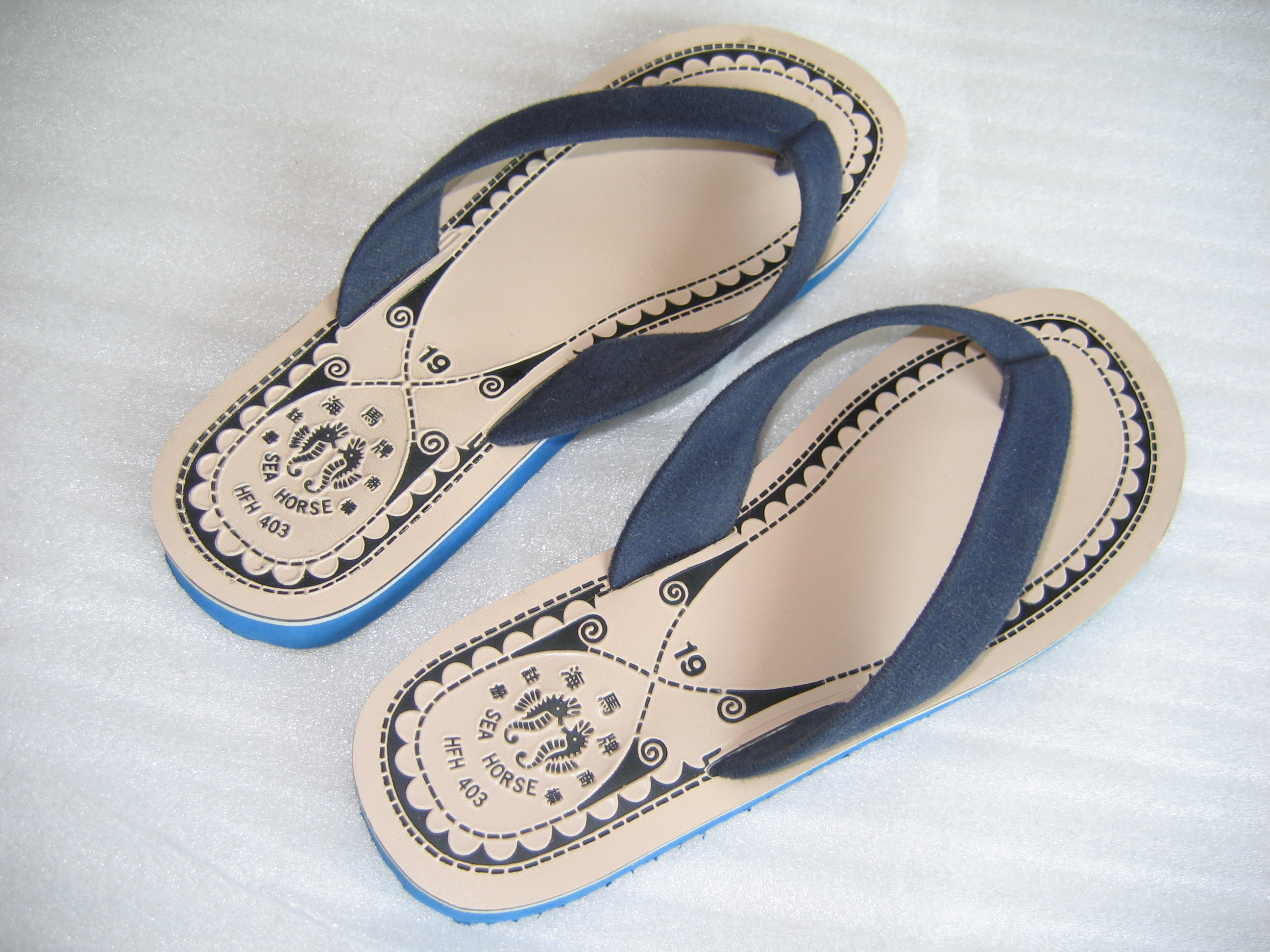
Posizione interna

La misura della scarpa viene determinata da un numero; questo numero può essere impresso:
- Sulla suola delle scarpe: si ha un numero sulla suola delle scarpe, generalmente nella parte centrale del piede.
- Sulla soletta si ha il numero dentro la scarpa, o più in generale nella zona di contatto con il piede
- Sull'etichetta il numero è impresso su un'etichetta, che generalmente è posta sulla tomaia

## Dimensioni

### Lunghezza
La lunghezza di un piede è definita dallo standard ISO/TS 19408:2015 come la massima distanza orizzontale dal centro della parte posteriore del tallone all'estremità del dito più sporgente, misurata mentre il soggetto è in posizione eretta con il peso equamente distribuito tra i due piedi. Questi ultimi possono essere nudi o indossare delle calze abbastanza sottili da non modificare sensibilmente le dimensioni del piede.
Le dimensioni del piede sinistro e di quello destro sono spesso leggermente diverse e in questo caso entrambi i piedi sono misurati e le scarpe sono scelte sulla base della misura del piede più grande.
Ogni scarpa si adatta per un piccolo intervallo di diverse lunghezze dei piedi e generalmente la lunghezza della cavità interna di una scarpa deve essere tipicamente 15-20 millimetri più lunga rispetto al piede, ma questa relazione varia tra i diversi tipi di scarpe.

#### Modo di misurazione
Ci sono tre lunghezze caratteristiche cui una scarpa può riferirsi:
- Adattare la scarpa per la maggior parte dei clienti con tale misura. Per i clienti, questa misura ha il vantaggio di essere direttamente connessa con i piedi, essa si applica ugualmente a qualsiasi tipo, forma, materiale o tipo di scarpe.
Tuttavia, questa misura è meno popolare presso i produttori, poiché richiede loro di provare attentamente per ogni nuovo modello di scarpe, per vedere per quale gamma di dimensioni dei piedi è raccomandabile e impone al fabbricante l'onere di garantire che la scarpa si inserisca in un piede di una determinata lunghezza.
- La lunghezza della cavità interna della scarpa. Questa misura ha il vantaggio che può essere facilmente misurata sul prodotto finito. Tuttavia, variano con tolleranze di fabbricazione e fornisce al cliente solo informazioni grezze sulla gamma di dimensioni dei piedi per i quali la scarpa è adatta.
- Forma del modello con cui la scarpa è fabbricata. Questa misura è la più semplice per il fabbricante da utilizzare, in quanto identifica soltanto lo strumento usato per produrre la scarpa.
Non fa alcuna promessa circa tolleranze di fabbricazione o di quale sia la dimensione del piede che la può utilizzare e lascia la piena responsabilità e il rischio di scegliere la dimensione corretta al cliente.
- La lunghezza della scarpa. Questa misurazione è molto adottata dai produttori di scarpe ed è la misura della calzatura nei due estremi anteriore e posteriore, non facendo alcuna promessa sulla dimensione del piede che la può utilizzare e lascia la piena responsabilità e il rischio di scegliere la dimensione corretta al cliente.

Tutte queste misure differiscono notevolmente le une dalle altre per la stessa scarpa.

### Larghezza o designazione della circonferenza

Alcuni produttori offrono scarpe della stessa taglia, con diverse larghezze. Tali scarpe sono poi anche etichettati con informazioni sulla larghezza (larghezza della più ampia parte del piede, in genere misurata direttamente dietro le dita dei piedi con il soggetto in piedi e che indossa calzini o calze).
Nel sistema Mondopoint, le scarpe possono avere sull'etichetta oltre alla taglia anche la media della larghezza del piede per cui la scarpa si adatta, e viene misurata in millimetri.
Sono usati anche un certo numero di altri sistemi ad-hoc per le notazioni della larghezza o circonferenza. Ad esempio si hanno (per ognuno sono elencate le misure dalla più stretta alla più larga):
- AAAA, AAA, AA, A, B, C, D, E, EE, EEE, EEEE, EEEEEE
- 4A, 3A, 2A, A, B, C, D, E, 2E, 3E, 4E, 6E
- N, R, W

Nessuna di queste denominazioni è formalmente standardizzato e l'esatta larghezza piedi per i quali tali dimensioni sono adatti possono variare notevolmente tra i produttori.
La larghezza AE viene utilizzata da alcuni produttori di scarpe negli Stati Uniti e nel Regno Unito. Sono in genere basate sulla larghezza del piede, dove il passo comune e le dimensioni sono 1/4 di pollice (6 mm) o 3/16 di pollice (5 mm).

## Misure tradizionali
La maggior parte della scarpe di dimensioni dei sistemi elencati in questa sezione non sono formalmente standardizzate.
L'esatta relazione tra una misura d'etichettatura della scarpa e l'intervallo delle lunghezze dei piedi per il quale la scarpa è adatta può variare notevolmente tra i diversi produttori, la seguente descrizione può solo approssimare l'esatto dimensionamento dei sistemi usati dai singoli produttori. Una discrepanza si verifica quando una scarpa viene fabbricata in base ad una scarpa di dimensioni di un sistema e viene etichettata con un altro sistema.

### Sistema inglese
Queste misure sono basate su una proporzione del pollice.

#### Gran Bretagna
La misura in Gran Bretagna si basa sulla lunghezza del modello utilizzato per la costruzione della scarpa (che risulta sempre più lungo rispetto al piede di circa 1,5 – 2 cm), misurato in barleycorn (terzi di un pollice) e con una misura di partenza che è pari a zero.
La misura zero di un bambino equivale alla larghezza di una mano (4 pollici, equivalente a 12 barleycorns = 10,16 cm) e va fino alla lunghezza di due mani, che è una taglia 12 (otto pollici). Di conseguenza, il calcolo di misura per le scarpe di un bambino nel Regno Unito è:
{\displaystyle {\mbox{taglie per bambino}}=3\cdot ({\mbox{lunghezza in pollici}})-12}
Le taglie per un adulto iniziano dalla numero tre (corrispondente a nove pollici) e ciascuna misura continua la progressione in barleycorns.
Il calcolo per le misure delle scarpe di un adulto nel Regno Unito è:
{\displaystyle {\mbox{taglie per adulto maschio}}=3\cdot ({\mbox{lunghezza in pollici}})-25}

#### Stati Uniti e Canada
Le taglie delle scarpa in Nord America sono simili a quelle in Gran Bretagna ma si inizia a contare da 1 piuttosto che zero e in modo equivalente le dimensioni sono uno più grande. Una differenza simile è riscontrabile nella numerazione dei piani degli edifici, che partono da zero in alcune zone del mondo e da uno in altre.
Quindi, il calcolo per una scarpa di un maschio negli Stati Uniti o in Canada è:
{\displaystyle {\mbox{taglie per adulti maschio}}=3\cdot ({\mbox{lunghezza in pollici}})-24}
La scala "standard" o "FIA" (calzature d'America) femminile, le cui dimensioni sono quelle dimensioni degli uomini più 1 (un 10,5 degli uomini è un 11,5 delle donne).
{\displaystyle {\mbox{taglie per adulto femmina FIA}}=3\cdot ({\mbox{lunghezza in pollici}})-23}
Sono meno popolari, le dimensioni delle scarpe da donna sono quasi sempre determinati con la "comune" scala, in cui le dimensioni di quelle delle donne sono uguali a quelle degli uomini, ma maggiorate di 1,5 misura (per esempio, un 10,5 degli uomini è un 12 delle donne.).
Le taglie per i bambini sono pari a quella degli uomini più 11,75, in questa misurazione la taglia femminile non differisce da quella maschile.
{\displaystyle {\mbox{taglie per bambino}}=3\cdot ({\mbox{lunghezza in pollici}})-11,75}
Per il mercato internazionale, viene utilizza la norma ISO 9407.

#### Australia
La taglia maschile è identica a quella utilizzata nel Regno Unito, mentre la misura femminile è di mezza taglia più grande, quindi si ha:
{\displaystyle {\mbox{taglie per adulto femmina}}=3\cdot ({\mbox{lunghezza in pollici}})-24,5}

### Sistema francese
Questo sistema è il più comune in tutto il mondo e il più usato.

#### Europa e Cina
Nella maggior parte dei paesi europei continentali, tra cui Francia, Germania, Italia, Spagna, la misura tradizionale per la lunghezza delle scarpe è espressa in punti francesi. La stessa convenzione è stata adottata anche in Cina. Un punto francese corrisponde a 2⁄3 cm (due terzi di un centimetro), ossia 0,6 cm.
Per calcolare la dimensione in base alla lunghezza effettiva dei piedi si deve prima aggiungere una lunghezza di circa 1,5 a 2 cm. Ad esempio, per una calzatura avente una lunghezza interna 1,5 centimetri più lungo del piede:
{\displaystyle {\mbox{taglia}}=({\mbox{lunghezza in centimetri}}+1,5)\cdot 1,5}

### Altri

#### Giappone
La taglia delle scarpe è disponibile in multipli di 0,5, dove la taglia è calcolata in base alla lunghezza del piede in centimetri. Si ha:
{\displaystyle {\mbox{taglia}}={\mbox{lunghezza in centimetri}}+1,5}

#### Corea
Le taglie delle scarpe in Corea non hanno alcun rispetto della dimensione di genere (non hanno delle vere e proprie taglie), ma sono semplicemente correlate alla lunghezza del piede in millimetri. Le dimensioni quindi sono espresse in millimetri e sono disponibili i multipli di 5.

#### Brasile
Le taglie delle scarpe in Brasile, poco usate nell'epoca moderna, venendo sostituite da quelle francesi, sono date dalla lunghezza del piede in centimetri diviso un valore fisso (0,65), prendendo un valore più alto (arrotondamento per eccesso). Quindi si ha:
{\displaystyle {\mbox{taglia}}={{\mbox{lunghezza in centimetri}} \over 0,65}}

## Standard internazionali
La norma internazionale "ISO 9407:1991, Scarpa dimensioni - Mondopoint sistema di calibrazione e la marcatura" raccomanda un sistema di dimensioni delle scarpe noto come Mondopoint. Esso è basato sulla media della lunghezza dei piedi per i quali la scarpa è adatta, misurata in millimetri. Un'etichetta per scarpa può opzionalmente specificare anche la larghezza del piede, sempre in millimetri.
La norma europea EN 13402, utilizzata anche per gli abiti, raccomanda invece che le scarpe debbano essere classificate con un intervallo di lunghezze relative ai piedi per cui sono adatte, misurate in centimetri.

### Tabelle di conversione
Dato l'elevato numero di misure disponibili, sono state create diverse scale di conversione, le quali differiscono di qualche numero, in particolar modo per la scala europea, a seconda se oltre alla misura del piede viene aggiunta un'ulteriore lunghezza, come nei casi sottostanti.
Misure per bambini
Misure per adulti
Inoltre bisogna tenere presente che ai fini pratici queste tabelle non possono sostituirsi alla misura effettiva della scarpa.